# Thierry Hazard
Pour les articles homonymes, voir Hazard.
Thierry Hazard, de son vrai nom Thierry Gesteau, est un chanteur français né le 7 juin 1962 à Compiègne.

## Biographie
Thierry Hazard grandit à Sèvres. En 1982, il devient le chanteur du groupe GPS (Garage Psychiatrique Suburbain), dont le guitariste, Tom « Backerfix » Darnal, est devenu par la suite le claviériste de la Mano Negra. Le groupe sortira deux mini-LP chez Underdog. En 1988, il signe un contrat en solo avec CBS et enregistre avec Nick Patrick son premier simple Poupée psychédélique, qui passe inaperçu lors de sa sortie.
La sortie de son deuxième single, intitulé Le Jerk, rencontre un immense succès en France durant l'été 1990. Hissé à la deuxième place du Top 50, le single est certifié disque d’or par le Syndicat national de l'édition phonographique avec plus de 500 000 exemplaires vendus. Thierry Hazard ressort alors à la fin de l'année 1990 Poupée psychédélique qui devient cette fois-ci un tube (300 000 ventes), se classant également deuxième au Top 50 au printemps 1991.
Après avoir participé à une émission du Club Dorothée (en chantant Le Jerk en duo avec Dorothée), il retrouve cette dernière dans la comédie musicale Le Cadeau de Noël en 1991.
Son premier album solo, Pop Music, très inspiré par les années 1960 et le début des années 1970, sort à la fin de l'année 1990 et rencontre le succès grâce aux deux titres déjà sortis en singles, mais aussi avec d'autres chansons qui passent en radio, comme Les Brouillards de Londres (no 5 au Top 50, en 1991, 200 000 ventes), Un jour c'est oui, un jour c'est non (no 13, en 1992, 70 000 ventes) et Les temps sont durs. Une reprise de Tout, tout pour ma chérie de Michel Polnareff figure également sur ce premier album, qui se vendra à 600 000 exemplaires.
En 1993, il sort son second album, Où sont passés les beatniks ?, accompagnés des simples Julie est trop prude et Où sont passés les beatniks ?. Toutefois ces titres et l'album ne rencontrent qu'un succès d'estime (35 000 exemplaires). Après cet échec, Thierry Hazard disparaît volontairement des scènes médiatiques et artistiques, mais il ne quitte pas le milieu musical et travaille en tant que musicien de studio.

## Discographie

### Albums
- 1990 : Pop Music
- 1993 : Où sont passés les beatniks ?
- 2000 : Le Jerk (Compilation)

### Singles[4]
- 1990 : Le Jerk (#2)
- 1991 : Poupée psychédélique (#2)
- 1991 : Les Brouillards de Londres (#5)
- 1991 : Un jour c'est oui, un jour c'est non (#13)
- 1992: Les temps sont durs
- 1992: Jusqu'a la  fin de l'été
- 1993 : Julie est trop prude
- 1994 : Où sont passés les beatniks ?

### Autres titres
- Jusqu'à la fin de l'été
- Le jeu de l'amour et du hasard
- Goodbye Mary
- Sing sing
- Rendez-vous à Katmandou
- Juste quelques mots
- Back in the Sixties
- Panique sur la plage
- Les années pop
- 21 rue St-Martin
- Le nirvana
- Le vagabond
- Youri Gagarine
- L'amour n'a pas voulu de moi
- Mon ange gardien